# Episannina lodimana
Episannina lodimana is een vlinder uit de familie wespvlinders (Sesiidae), onderfamilie Sesiinae.
Episannina lodimana is voor het eerst wetenschappelijk beschreven door Strand in 1918. De soort komt voor in het Afrotropisch gebied.